# Crunchyroll EMEA
Crunchyroll EMEA, precedentemente nota come VIZ Media Europe dal 2007 al 2020, è un editore, distributore e licenziatario europeo di anime e manga; e costituisce inoltre la divisione operativa per la regione EMEA (Europa, Medio Oriente, Africa) della società di intrattenimento statunitense Crunchyroll, LLC.
Fondata nel gennaio del 2007 ad Amsterdam, nei Paesi Bassi, come VIZ Media Europe è stata la divisione europea della casa editrice americana VIZ Media fino al 2019. Nel corso del 2007 ha trasferito il suo quartier generale nell'attuale sede di Parigi.
Collabora con canali televisivi, cinema, distributori di home video, portali di streaming ed editori di manga.
Il 6 settembre 2019, il portale di streaming dedicato agli anime Crunchyroll ha annunciato di aver siglato una accordo con il Gruppo Hitotsubashi per poter associare la sua piattaforma globale alla rete di soci, distributori e licenziatari di VIZ Media Europe con l'obiettivo di diventarne l'investitore e l'azionista di maggioranza.
A dicembre 2019 Crunchyroll consolida questo accordo acquisendo la maggioranza effettiva di VIZ Media Europe.
Nel gennaio del 2020, a seguito dell'acquisizione da parte di Crunchyroll, VIZ Media Europe cambia la sua ragione sociale in Crunchyroll EMEA di cui viene data la notizia nel mese di aprile 2020 ed i preesitenti marchi VIZ Media rinominati come marchi Crunchyroll.
La società è composta da due sussidiarie: Crunchyroll SAS con sede a Parigi, in Francia e Crunchyroll SA con sede invece a Losanna, in Svizzera.
Crunchyroll EMEA è di proprietà di Crunchyroll, LLC (ex Funimation), una joint venture di Sony Pictures Entertainment nel settore degli anime tramite le divisioni Sony Pictures Television ed Aniplex of America, insieme al Gruppo Hitotsubashi composto da: Shueisha, Shogakukan e Shogakukan-Shueisha Productions (ShoPro) che rimane come socio di minoranza ma che conserva la piena proprietà sulla ex attività di licenza editoriale di VIZ Media Europe per la pubblicazione dei manga nella regione servita attraverso la società VME PLB SAS.

## Storia

### VIZ Media Europe sotto il gruppo Hitotsubashi
Nel dicembre del 2006, VIZ Media annuncia il trasferimento della sua sede europea da Amsterdam a Parigi e ha promosso il suo vicepresidente esecutivo, John Easum, alla carica di presidente della futura VIZ Media Europe (VME), il 15 gennaio del 2007.
Da allora al gruppo VME è stato aggregata Kazé nel 2009, quando quest'ultima fu rilevata da Shūeisha e Shōgakukan.
Anche l'editore svizzero di DVD Anime Virtual, insieme alla sua controllata tedesca AV Visionen, è stato acquisito nel 2009 dal gruppo Hitotsubashi prima di essere ribattezzato VIZ Media Switzerland e posto sotto la supervisione del gruppo europeo nel luglio 2011.
Hyoe Narita divenne il presidente del gruppo nel dicembre 2011.
Nel 2012, il gruppo ha lanciato Kazé Deutschland attraverso VIZ Media Switzerland.
Nell'ottobre 2013, VIZ Media Europe ha aperto una piattaforma di video on demand per il mercato francofono con il nome di Anime Digital Network, nata dalla fusione di KZPLAY e della piattaforma Genzai, di proprietà di Kana Home Video, a sua volta di proprietà di Citel.
A maggio 2017, Hyoe Narita lascia il suo posto per essere sostituito da Kazuyoshi Takeuchi, l'ex presidente di Shodensha Publishing.

### Acquisizione da parte di Crunchyroll
Il 6 settembre 2019, viene annunciato che Crunchyroll è diventato l'investitore di maggioranza in VIZ Media Europe mentre Hitotsubashi Group mantiene una quota di minoranza.
Crunchyroll ha finalizzato questo accordo a dicembre 2019, ed è diventato ufficialmente l'azionista di maggioranza del VIZ Media Europe Group e ha nominato l'ex presidente di VIZ Media Europe John Easum alla guida di Crunchyroll EMEA. I gruppi Shōgakukan e Shūeisha detengono la piena proprietà dell'attività editoriale e delle licenze tramite VME PLB SAS, società creata per l'occasione; è quest'ultimo a concedere i diritti di licenza dei manga per le regioni EMEA e Sud America con Kazuyoshi Takeuchi che viene nominato Presidente (lasciando la sua posizione di Presidente in VME) e Kazuyuki Masuda come Direttore Generale.
Nel gennaio 2020, la ragione sociale di VIZ Media Europe SAS viene cambiata in Crunchyroll SAS e Mark Smith sostituisce Kazuyoshi Takeuchi come presidente della società. ·  Il 2 aprile 2020, la società ha ufficializzato la sua ridenominazione e ha annunciato che anche tutti i precedenti marchi VIZ Media Europe SAS stanno per diventare marchi Crunchyroll. Allo stesso tempo, anche la controllata svizzera VIZ Media Switzerland viene rinominata Crunchyroll SA.

## Società e Marchi
A partire da aprile 2020 Crunchyroll EMEA è stata organizzata in un insieme di marchi e aziende. Crunchyroll EMEA è anche affiliata con la società VME PLB SAS sebbene non ne possieda alcuna partecipazione societaria. Inoltre Crunchyroll Moldova (precedentemente nota come Ellation) sebbene si trovi in Europa non rientra nell'area di competenza EMEA.

### Attuali

#### Crunchyroll SAS
Crunchyroll SAS, in precedenza nota come VIZ Media Europe, è la filiale francese di Crunchyroll, che ospita le attività in lingua francese della società, tra cui Kazé e, fino al 2022, Anime Digital Network.

#### Crunchyroll SA
Crunchyroll SA, in precedenza nota come VIZ Media Switzerland, è la filiale svizzera di Crunchyroll ed ospita le attività in lingua tedesca della società, tra cui Kazé Germany, il defunto Anime on Demand, Eye See Movies e Crunchyroll Gmbh.

#### Crunchyroll GmbH
Crunchyroll GmbH, nota fino al 2022 come AV Visionen, è la filiale tedesca, con sede a Berlino, di Crunchyroll SA ed è responsabile della distribuzione di anime, manga e film sotto le etichette Crunchyroll e Kazé, nonché di contenuti televisivi e film in home video in tutti i territori di lingua tedesca attraverso l'altra sua etichetta Eye See Movies. Inoltre distribuisce anime per le etichette Anime House, Nipponart, Hardball Films, Film ConfectAnime e Polyband Anime. Oltremodo è il distributore dell'etichetta Peppermint Anime, che è una proprietà di Aniplex, e distribuisce manga appartenenti invece alle etichette indipendenti di MangaCult e Manga Jam Session.

### Ex

#### Kazé
Kazé è stata una casa editrice francese che si occupava della distribuzione di anime e manga in Francia e nelle altre regioni di lingua francofona. Kazé operava anche nei territori di lingua tedesca attraverso la controllata svizzera Crunchyroll SA (ex VIZ Media Switzerland) e Crunchyroll GmbH. In precedenza operava anche sul mercato britannico in collaborazione con la ex Manga Entertainment ora Crunchyroll UK & Ireland. Kazé inoltre costituiva anche la divisione francese di Crunchyroll EMEA. Dal 1 giugno 2022 Kazé ha annunciato che sarà ribattezzata con il marchio Crunchyroll.

#### Anime on Demand
Anime on Demand era un servizio tedesco di video su richiesta dedicato allo streaming di anime nei territori di lingua tedesca. Il servizio è stato dismesso l'8 dicembre 2021 e i contentuti trasferiti su Crunchyroll.

#### Animation Digital Network
Animation Digital Network, noto fino al 2021 come Anime Digital Network è un servizio francese di video on demand dedicato allo streaming di contenuti anime nei territori di lingua francese. L'attività era una collaborazione tra Crunchyroll EMEA (sebbene fosse Kazé) e Citel, una società controllata da Média-Participations. Crunchyroll ha ceduto il 27 luglio 2022 la sua quota di proprietà di Animation Digital Network a Média-Participations che ora ne è diventato l'unico proprietario.

### Affiliate

#### VME PLB SAS
VME PLB SAS, per esteso: VIZ Media Europe Publishing Licensing Business SAS, è una società di licenze editoriali di proprietà del Gruppo Hitotsubashi. La società è stata costituita nel dicembre del 2019 dopo che Crunchyroll ha acquisito la quota di maggioranza di VIZ Media Europe. Essa si occupa della licenza dei manga all'interno delle regioni EMEA e dell'America Latina. Kazuyoshi Takeuchi è presidente di VME PLB mentre Kazuyuki Masuda ne è l'amministratore delegato
.

## Loghi

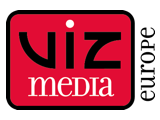
Il logo di VIZ Media Europe, utilizzato fino al 2017.
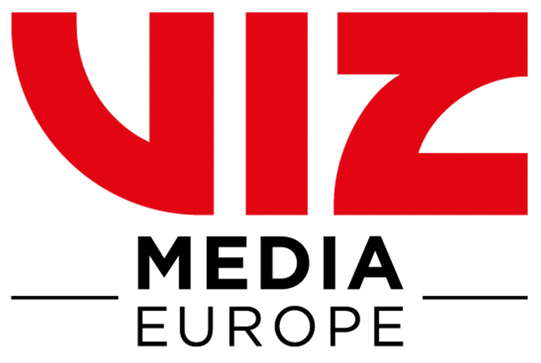
Il logo di VIZ Media Europe, utilizzato dal 2017 fino al cambio di marchio ad aprile 2020.
Logo attuale in uso da aprile 2020.